# تلم خان
تلم‌ خان هي قرية في مقاطعة هشترود، إيران. عدد سكان هذه القرية هو 244 في سنة 2006.